# Naomi Sedney
Naomi Sedney (Zoetermeer, 17 dicembre 1994) è una velocista olandese.

## Palmarès
| Anno | Manifestazione  | Sede           | Evento      | Risultato  | Prestazione | Note             |
| ---- | --------------- | -------------- | ----------- | ---------- | ----------- | ---------------- |
| 2012 | Mondiali U20    | Barcellona     | 4×100 m     | 6ª         | 45"22       |                  |
| 2013 | Europei U20     | Rieti          | 4×100 m     | Bronzo     | 44"22       |                  |
| 2015 | Europei U23     | Tallinn        | 100 m piani | 4ª         | 11"62       |                  |
| 2015 | Europei U23     | Tallinn        | 4×100 m     | 4ª         | 44"46       |                  |
| 2015 | Mondiali        | Pechino        | 100 m piani | Batteria   | 11"41       |                  |
| 2015 | Mondiali        | Pechino        | 4×100 m     | Finale     | dq          |                  |
| 2016 | Europei         | Amsterdam      | 100 m piani | Semifinale | 11"44       |                  |
| 2016 | Europei         | Amsterdam      | 4×100 m     | Oro        | 42"04       | Record nazionale |
| 2016 | Giochi olimpici | Rio de Janeiro | 4×100 m     | Batteria   | 42"88       |                  |
| 2017 | World Relays    | Nassau         | 4×100 m     | 4ª         | 43"11       |                  |
| 2017 | Mondiali        | Londra         | 100 m piani | Batteria   | 11"43       |                  |
| 2017 | Mondiali        | Londra         | 4×100 m     | 8ª         | 43"07       |                  |
| 2018 | Europei         | Berlino        | 100 m piani | Semifinale | 11"42       |                  |
| 2018 | Europei         | Berlino        | 4×100 m     | Argento    | 42"15       |                  |
| 2019 | Mondiali        | Doha           | 4×100 m     | Batteria   | 43"01       |                  |
| 2021 | Europei indoor  | Toruń          | 60 m piani  | Semifinale | 7"35        |                  |
| 2021 | World Relays    | Chorzów        | 4×100 m     | Bronzo     | 44"10       |                  |
| 2021 | Giochi olimpici | Tokyo          | 4×100 m     | Finale     | dnf         |                  |
| 2022 | Mondiali        | Eugene         | 4×100 m     | Batteria   | 43"46       |                  |
| 2022 | Europei         | Monaco         | 4x100 m     | 5ª         | 43"03       |                  |